# Гаррах, Мария Йозефа фон
Графиня Мария Йозефа фон Гаррах (нем. Maria Josefa von Harrach, 20 ноября 1727, Вена — 15 февраля 1788, Роуднице-над-Лабем) — чешская аристократка из рода Гаррахов, жена 6-го князя Лихтенштейна и 3-го князя Лобковица младшей линии.

## Биография
Дочь графа Фридриха Августа фон Гаррах цу Рорау унд Таннхаузена, канцлера Богемии (Чехии), и его супруги Элеоноры Марии Каролины фон Лихтенштейн.
19 марта 1744 она вышла замуж за Иоганна Непомука фон Лихтенштейна. Её супруг скончался уже в 24 года, только после четырёх лет супружества и они не имели детей.
Второй раз она вышла замуж 28 ноября 1752 за Иосифа Марию Лобковица (8 января 1724 — 5 марта 1802), который 20 августа 1760 после смерти своего старшего брата стал имперским князем. С 1764 по 1777 гг. чета проживала в Петербурге, где князь Лобковиц возглавлял австрийское посольство.
Мария Йозефа скончалась 15 февраля 1788 в княжеской резиденции Роуднице-над-Лабем и похоронена там в монастыре. Её могила неизвестна.